# Elecciones estatales del Estado de México de 2018
Las elecciones estatales del Estado de México de 2018, oficialmente denominadas Proceso Electoral 2017-2018, se llevaron a cabo el domingo 1 de julio de 2018 por el Instituto Electoral del Estado de México (IEEM). En ellas se renovaron los siguientes cargos de elección popular:
- 125 ayuntamientos. Compuestos por un presidente municipal, un síndico y sus regidores, electos para un periodo de tres años no reelegibles para el periodo inmediato.
- 75 diputados al Congreso del Estado. 45 electos por mayoría relativa por cada uno de los distrito electorales locales y 30 porrepresentación proporcional para conformar la LX Legislatura del Congreso del Estado.

## Coaliciones
Los partidos Partido Acción Nacional (PAN), Partido de la Revolución Democrática (PRD) y Movimiento Ciudadano suscribieron la coalición parcial «Por el Estado de México al Frente» para contender juntos en 118 ayuntamientos y 44 distritos locales. Por su parte los partidos Movimiento Regeneración Nacional (MORENA),  Partido del Trabajo  (PT) y Partido Encuentro Social (PES) suscribieron la coalición parcial Juntos Haremos Historia para contender juntos en 121 ayuntamientos y 44 distritos locales.
Mientras que los partidos Partido Revolucionario Institucional (PRI), Partido Verde Ecologista de México (PVEM) y  Nueva Alianza (PANAL), solo suscribieron un convenio para competir juntos en 15 distritos locales para la elección de diputados locales, mientras que en el resto, así como en la elección de ayuntamientos postularan candidatos de manera independiente.
A su vez, también participará en las elecciones el partido local Vía Radical, que al ser su primera elección, lo hará sin coaliciones. Los partidos Revolucionario Institucional, Verde Ecologista de México y Nueva Alianza decidieron romper su convenio de candidatura común y competir por separado en las elecciones locales de este año. El PRI y el PVEM no competían solos desde el año 2003 en comicios locales y Nueva Alianza había sido su aliado desde el 2009. Esa decisión genera un escenario distinto, pues habrá más candidatos, ya que cada fuerza impulsará aspirantes propios, pero mantienen su coalición «Todos por México» para la elección federal. La versión de los tres partidos es que esa estrategia les permitirá conseguir un mayor número de votos a favor de su candidato a la presidencia de la República, José Antonio Meade Kuribreña.

## Distritos electorales
Para la elección de diputados de mayoría relativa del Congreso del Estado de México, la entidad se divide en 45 distritos electorales.
| Distrito | Cabecera       | Municipios | Mapa | Distrito           | Cabecera       | Municipios |
| -------- | -------------- | ---------- | ---- | ------------------ | -------------- | ---------- |
| 1        | Chalco         | 3          |      | 24                 | Nezahualcóyotl | 1          |
| 2        | Toluca         | 1          | 25   | Nezahualcóyotl     | 1              |            |
| 3        | Chimalhuacán   | 1          | 26   | Cuautitlán Izcalli | 2              |            |
| 4        | Lerma          | 7          | 27   | Valle de Chalco    | 1              |            |
| 5        | Chicoloapan    | 3          | 28   | Amecameca          | 10             |            |
| 6        | Ecatepec       | 1          | 29   | Naucalpan          | 2              |            |
| 7        | Tenancingo     | 10         | 30   | Naucalpan          | 1              |            |
| 8        | Ecatepec       | 1          | 31   | La Paz             | 2              |            |
| 9        | Tejupilco      | 10         | 32   | Naucalpan          | 1              |            |
| 10       | Valle de Bravo | 12         | 33   | Tecámac            | 1              |            |
| 11       | Tultitlán      | 1          | 34   | Toluca             | 1              |            |
| 12       | Teoloyucan     | 7          | 35   | Metepec            | 4              |            |
| 13       | Atlacomulco    | 5          | 36   | Zinacantepec       | 2              |            |
| 14       | Jilotepec      | 9          | 37   | Tlalnepantla       | 2              |            |
| 15       | Ixtlahuaca     | 3          | 38   | Coacalco           | 2              |            |
| 16       | Atizapan       | 1          | 39   | Acolman            | 10             |            |
| 17       | Huixquilucan   | 4          | 40   | Ixtapaluca         | 1              |            |
| 18       | Tlalnepantla   | 1          | 41   | Nezahualcóyotl     | 1              |            |
| 19       | Tultepec       | 3          | 42   | Ecatepec           | 1              |            |
| 20       | Zumpango       | 5          | 43   | Cuautitlán Izcalli | 1              |            |
| 21       | Ecatepec       | 1          | 44   | Nicolás Romero     | 1              |            |
| 22       | Ecatepec       | 1          | 45   | Almoloya de Juárez | 3              |            |
| 23       | Texcoco        | 4          |      |                    |                |            |

## Resultados

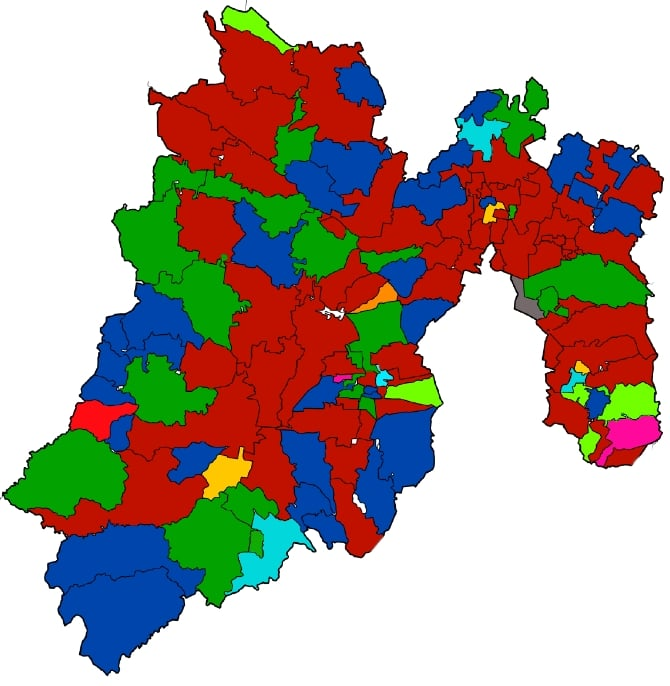
Ayuntamientos del Estado de México por partido político

### Ayuntamientos del Estado de México
|  | 33.70 % |

|  | 22.33 % |

|  | 14.82 % |

|  | 7.89 % |

|  | 4.58 % |

|  | 3.33 % |

|  | 3.29 % |

|  | 2.28 % |

|  | 2.24 % |

|  | 2.00 % |

### Congreso del Estado de México

Resultados por distrito electoral.

|  | 39.70 % |

|  | 20.83 % |

|  | 13.83 % |

|  | 6.20 % |

|  | 3.98 % |

|  | 2.93 % |

|  | 2.63 % |

|  | 2.30 % |

|  | 2.24 % |

|  | 2.00 % |

|  | 100 % |